# علم الفلزات
عِلمُ الفِلِزَّات أو العِدانة أو التعدين ويُنَقْحَر إلى ميتالورجيا، هو العلم المختص بدراسة السلوك الفيزيائي والكيميائي للعناصر الفلزية ومركباتها ومخاليطها التي تسمى بالسبائك، والتي تختلف في خواصها عن خواص العناصر المكونة لها، للاستفادة من بعض الخصائص التي لا يمكن تواجدها في عنصر واحد. ويعتمد هذا العلم وتطبيقاته بالدرجة الأولى على تغير حالة السبائك وأطوارها مع تغير درجة الحرارة أو الضغط أو كليهما. تتجمع المعلومات السابقة وغيرها في منحنيات الأطوار.

## تاريخ علم الفلزات

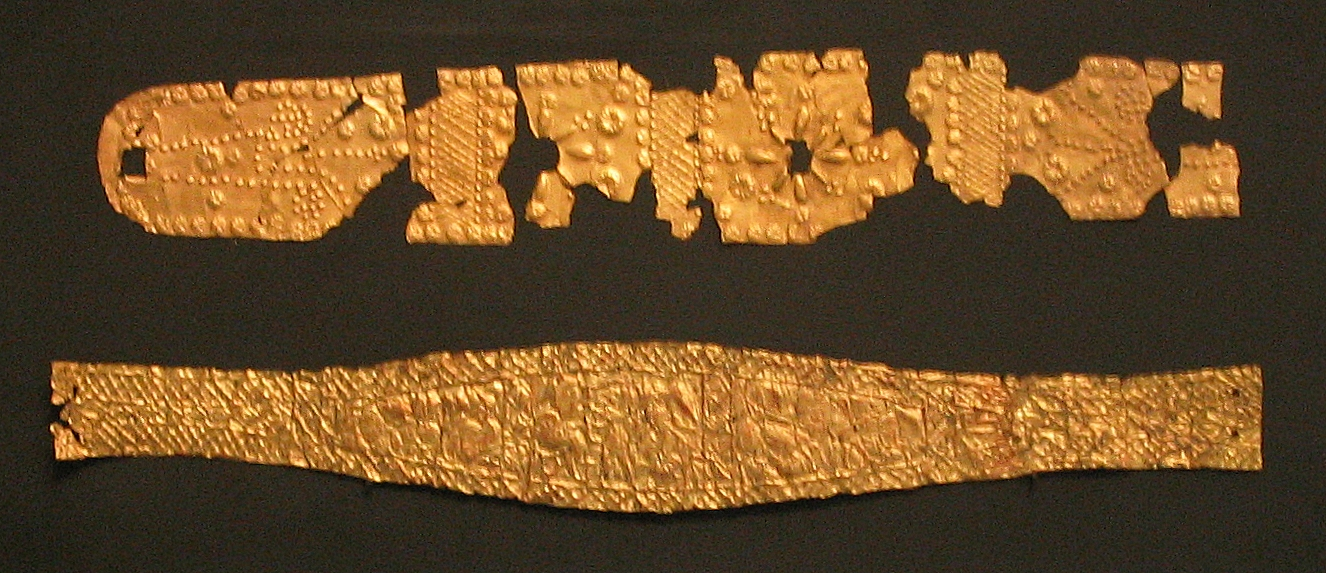
عصابة ذهبية للرأس يرجع تاريخها للفترة من 700-750 ق.م.

ترجع أول الدلائل على استخدام الإنسان للمعادن الفلزية إلى الفترة بين الألفية الخامسة والسادسة قبل الميلاد، حيث عثر فأس نحاسية في بعض المواقع الأثرية في صربيا عام 5500 ق.م. كما تم العثور على دلائل أخرى من الألفية الثالثة قبل الميلاد في مواقع أخرى مثل دي بالميلا في البرتغال وكورتيس دي نافارا في إسبانيا وستونهنج في المملكة المتحدة.
تواجدت الفضة النحاس القصدير والحديد في صورة عناصر حرة لا مركبات، مما سمح للحضارات القديمة باستخدامها في صنع الأدوات المعدنية بكميات محدودة. صنع قدماء المصريين أسلحتهم من الحديد النيزكي حوالي عام 3000 ق.م، والتي كانت ذات قيمة مرتفعة على اعتبار أنها «خناجر من السماء».
إلا أن الإنسان استطاع أن يصنع سبيكة من النحاس والقصدير عن طريق تسخين الصخور التي تحتويها تسمى البرونز، لذا يمكن القول بأن علم الفلزات بدأ حوالي عام 3500 ق.م مع بداية العصر البرونزي. أما صناعة الحديد من خامته، فهي عملية أكثر صعوبة. ويعتقد أنه بدأت صناعته عن طريق الحيثيين حوالي عام 1200 ق.م، ليبدأ بذلك العصر الحديدي. كان سر صناعة الحديد، عاملاً رئيسياً في تفوق الفلستينيين قديماً.
تطورت صناعة الحديد تاريخياً، في العديد من الثقافات والحضارات السابقة في ممالك وإمبراطوريات العصور القديمة والوسطى في الشرق الأوسط والشرق الأدنى ومصر القديمة والنوبة القديمة والأناضول وقرطاج الإغريق والرومان وأوروبا القديمة وأوروبا العصور الوسطى والصين القديمة والصين في العصور الوسطى والهند القديمة والهند في العصور الوسطى واليابان القديمة واليابان في العصور الوسطى، حتى أن العديد من التطبيقات والممارسات والأجهزة المرتبطة بصناعة الحديد، صنعت في الصين القديمة قبل أن يتوصل إليها الأوروبيون مثل ابتكار الفرن العالي والحديد الزهر والصلب. غير أن العديد من الأبحاث الحديثة تشير إلى أن الرومان كانوا أكثر تطوراً، ولا سيما في أساليب التعدين، واستخراج المعادن الفلزية والطرق.
في القرن السادس عشر، ألّف جورجيوس أغريكولا كتاب «دي ري ميتاليكا» (بالعربية: طبيعة المعادن)، يصف فيه أكثر العمليات تطوراً وتعقيداً المستخدمة استخراج وإنتاج المعادن من خاماتها في ذلك الوقت. لذا يعرف أغريكولا بـ «أبو علم الفلزات».

## استخلاص الفلزات

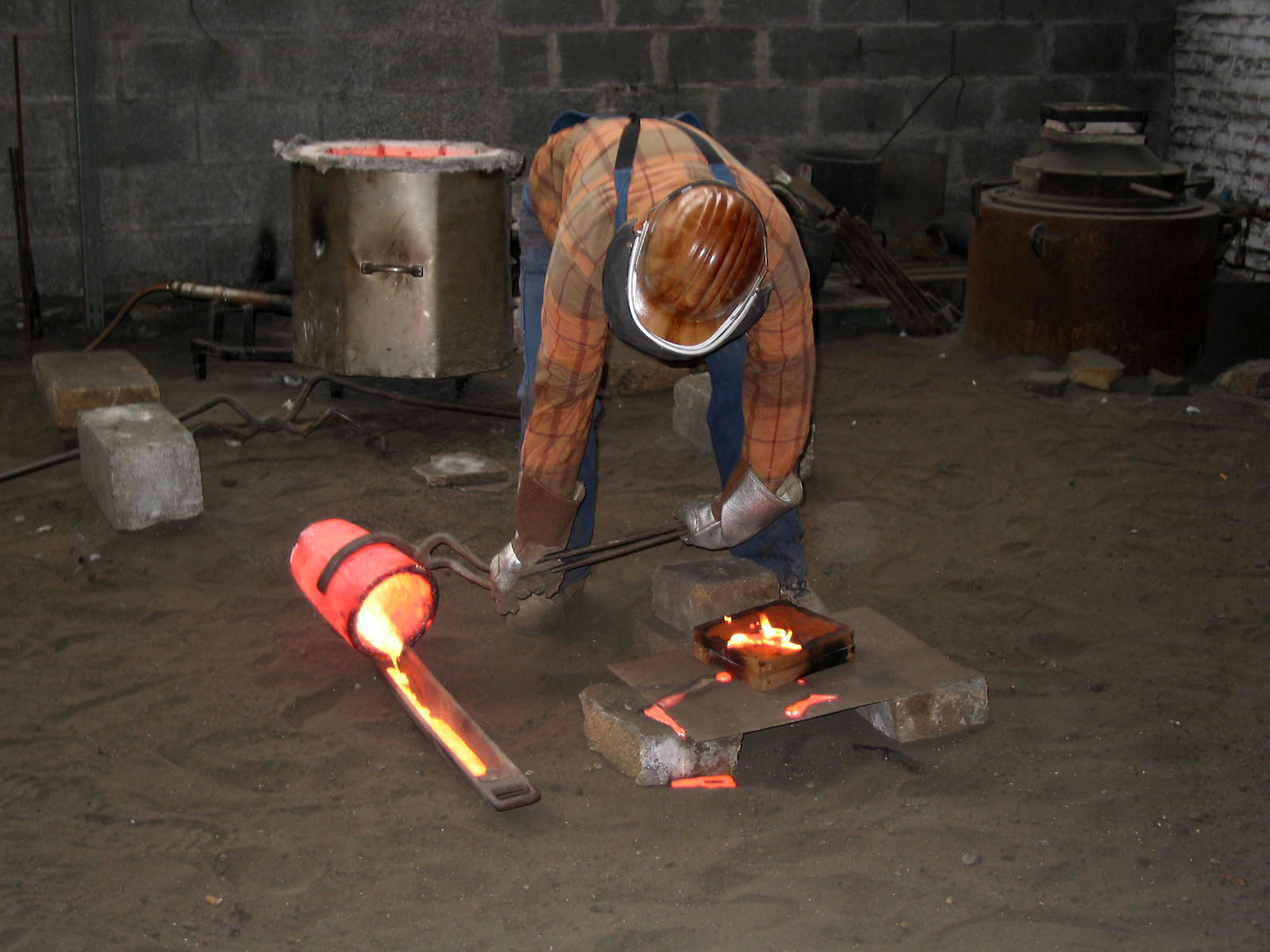
سباكة البرونز

علم استخلاص الفلزات (بالإنجليزية: Extractive metallurgy)‏ هو العلم الذي يهتم باستخلاص الفلزات واللا فلزات وأشباه الفلزات من خاماتها وأملاحها، وتحويلها إلى عناصر نقية. فلتحويل أكسيد أو كبريتيد أحد المعادن الفلزية إلى فلز نقى، ويجب أن تختزل الخامة فيزيائياً أو كيميائياً أو إليكتروليتياً.
يهتم علم استخلاص الفلزات بثلاث أقسام رئيسية: عملية تجهيز الخام للاستخلاص وعملية زيادة تركيزه في الخامات والمخلفات الناتجة عن عملية استخلاصه. فبعد أن تستخرج الخامة من المناجم، تكسّر القطع الكبيرة وتطحن حتى يسهل الحصول على قطع صغيرة، يتم فرزها بعد ذلك للفصل بين القطع الغنية بالخام والنفايات. يلي ذلك عملية التركيز، وفيها تعالج القطع الغنية بالخام لفصل ما تبقى من النفايات عنها، وبذلك يزداد تركيز المعدن في الخام.
تحتوي الخامات عادة على أكثر من معدن فلزي. لذا، قد تستخدم مخلفات عملية استخلاص فلز ما، كخام في عملية استخلاص فلز آخر. بالإضافة إلى ذلك، قد تحتوي نواتج عملية التركيز على أكثر من معدن فلزي، فتتم معالجة هذه التركيزات لفصل المعادن الفلزية عن بعضها.

## السبائك

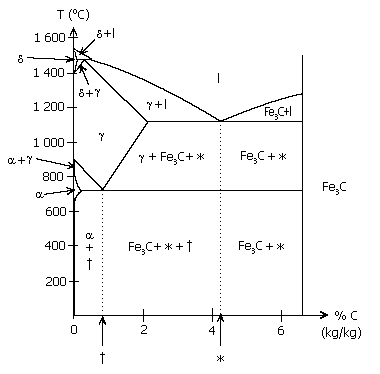
مخطط أطوار الحديد-الكربون (Fe–C)، حيث تحدد نسبة الكربون ودرجة الحرارة الطور الذي تتواجد به سبيكة الحديد والكربون، وكذلك خصائصها الفيزيائية والميكانيكية. كما تحدد نسبة الكربون نوع السبيكة سواء كانت حديد أم صلب أم حديد زهر.

أشهر الفلزات التي تستخدم في التطبيقات الهندسية هي الألومنيوم الكروم النحاس الحديد الماغنيسيوم النيكل التيتانيوم الزنك. هذه العناصر تستخدم غالباً في صورة سبائك. وقد بذل الكثير من الجهد لفهم مخطط أطوار سبائك الحديد والكربون، والذي يتضمن سبائك الصلب والحديد الزهر. يتم استخدام الصلب منخفض الكربون التطبيقات التي تتطلب القوة العالية والتكلفة المنخفضة، دون أن يكون الوزن أو التآكل مؤثراً. الحديد الزهر، بما في ذلك الحديد الزهر المرن هو أيضاً من مخطط أطوار الحديد والكربون.
يستخدم الصلب الذي لا يصدأ أو الصلب المجلفن حينما يكون من الضروري مقاومة التآكل. كما تستخدم سبائك الألومنيوم وسبائك الماغنيسيوم في التطبيقات التي تتطلب القوة وخفة الوزن.
وتستخدم سبائك النحاس والنيكل (مثل سبيكة مونيل)، عندما يكون الوسط يسبب التآكل بشدة وللتطبيقات غير المغناطيسية. أما سبائك المميزة التي أساسها النيكل (بالإنجليزية: Nickel-based superalloys)‏ مثل سبيكة إنكونيل، فتستخدم في التطبيقات التي تعمل في درجات الحرارة العالية مثل الشواحن التوربينية وأوعية الضغط والمبادلات الحرارية. وفي التطبيقات التي تتضمن العمل في درجات حرارة عالية للغاية، تستخدم السبائك ذات البللورة المفردة، للحد من الزحف.

## التطبيقات
في الهندسة الصناعية، يختص علم الفلزات بإنتاج المكونات المعدنية لاستخدامها كمنتجات مستهلكة أو كمنتجات هندسية. يتضمن ذلك إنتاج السبائك والتشكيل والمعالجة الحرارية والمعالجة السطحية للمنتج. الدور الرئيس لعلم الفلزات هو تحقيق التوازن بين خصائص المواد مثل التكلفة الوزن وإجهاد الشد الصلادة المتانة ومقاومة التآكل والكلال، ودراسة تأثير التغيرات في درجات الحرارة على المعدن. لتحقيق هذا الهدف، لا بد من دراسة بيئة التشغيل بعناية. ففي بيئة المياة المالحة، تتآكل السبائك الحديدية وبعض سبائك الألومنيوم بسرعة. والسبائك التي تتعرض لظروف البرد القارص، قد تتحول من المرونة إلى الهشاشة، وتفقد متانتها، وتصبح أكثر عرضة للتصدع. ومن الممكن للسبائك التي تتعرض لتحميل دوري متردد ومستمر، أن تعاني من كلال المعادن. أما السبائك التي تخضع لحمل ثابت في درجات الحرارة المرتفعة، فقد تتعرض للزحف.

### عمليات تشغيل المعادن

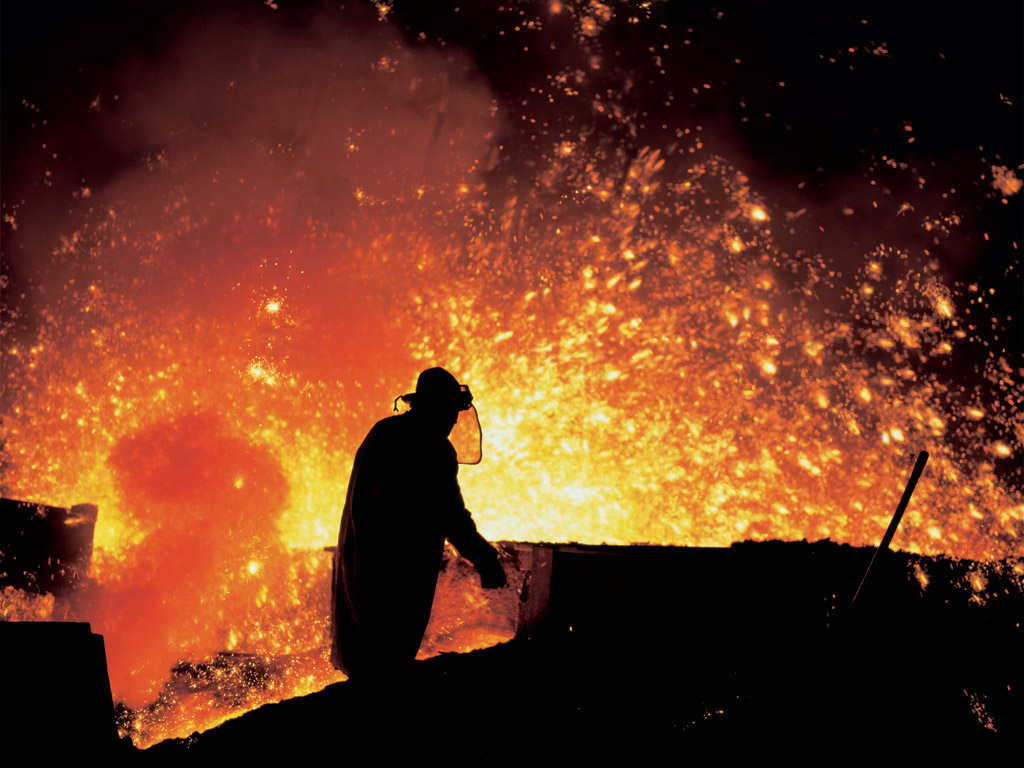
صناعة الصلب في القرن الحادي والعشرين

تتشكل الفلزات من خلال عمليات كثيرة مثل السباكة والطرق الدرفلة البثق التلبيد وتشغيل المعادن والتشغيل الآلي والتصنيع. في السباكة، يتم التشكيل بصب المعدن المنصهر في قوالب. وفي الطرق، يشكل المعدن المسخّن بالطرق عليه ليأخذ الشكل المراد. وفي الدرفلة، يمر المعدن المسخّن من خلال عدة درافيل تضيق على التوالي لتأخذ في النهاية شكل الألواح. وفي البثق، يضغط على المعدن المسخّن اللدن، ليمر من خلال قالب، ليتشكل المعدن من خلاله قبل أن يبرد. أما التلبيد، يسخن مسحوق من حبيبات المعدن وتكبس في قالب في بيئة غير مؤكسدة، حتى تأخذ شكلها النهائي. وفي التشغيل الآلي، تشكّل المعادن في درجات الحرارة العادية باستخدام المخارط والمفارز والمثاقب. وفي التصنيع، يتم قطع ألواح المعدن باستخدام المقصات أو القطع بالغاز، ثم تجمّع وتلحم لتأخذ الشكل المطلوب.
عمليات التشغيل على البارد هي التي تتم على المعدن في درجات الحرارة العادية، وتشمل الدرفلة والتصنيع. تزداد قوة المنتج من خلال عملية التشغيل على البارد بسبب التصلد الانفعالي. يزيد التصلد الانفعالي من قوة المعدن عن طريق تكوين عيوب مجهرية في المعدن، والتي تقاوم تغيير شكل المعدن بالتشكيل.
هناك أشكال مختلفة من طرق السباكة، تستخدم في الصناعة، ومنها السباكة في القوالب الرملية والسباكة في القوالب والصب المستمر.

### المعالجة الحرارية
تعالج المعادن حرارياً لتغيير بعض الخصائص الميكانيكية كالقوة أو المرونة أو المتانة أو الصلادة، أ بعض الخصائص الكيميائية مثل المقاومة للتآكل. أشهر عمليات المعالجة الحرارية تشمل التخمير والتقسية بالترسيب وتبريد المعادن السريع والتليين. التخمير يتم بإعادة ترتيب ذرات المعدن لتكوين حبيبات جديدة والسماح لها بالنمو، بينما تبريد المعادن السريع فيزيد من صلادة سبائك الصلب بتكوينه لطور المارتنسيت في البنية المجهرية للمعدن. أما التقسية بالترسيب فتتم بتكوين حبيبات من الشوائب موزعة بانتظام داخل البنية المجهرية للمعدن، مما يجعلها تزيد من صلادة المعدن بمقاومتها لحركة الانخلاعات. وعملية التليين فهي عملية تلي عملية تبريد المعادن السريع، وتهدف إلى زيادة فرصة العناصر السبائكية لإعادة توزيع نفسها، مما يحسّن من مقاومة المعدن للصدمات ويزيد من مطيليته.

### الطلاء
يعد الطلاء الكهربائي كأحد أنواع المعالجة السطحية الشائعة. تتضمن هذه العملية تكوين طبقة رقيقة من معدن آخر مثل الذهب أو الفضة أو الكروم أو الزنك لحماية المنتج من التآكل أو لتجميل سطح المنتج.

## البنية المجهرية

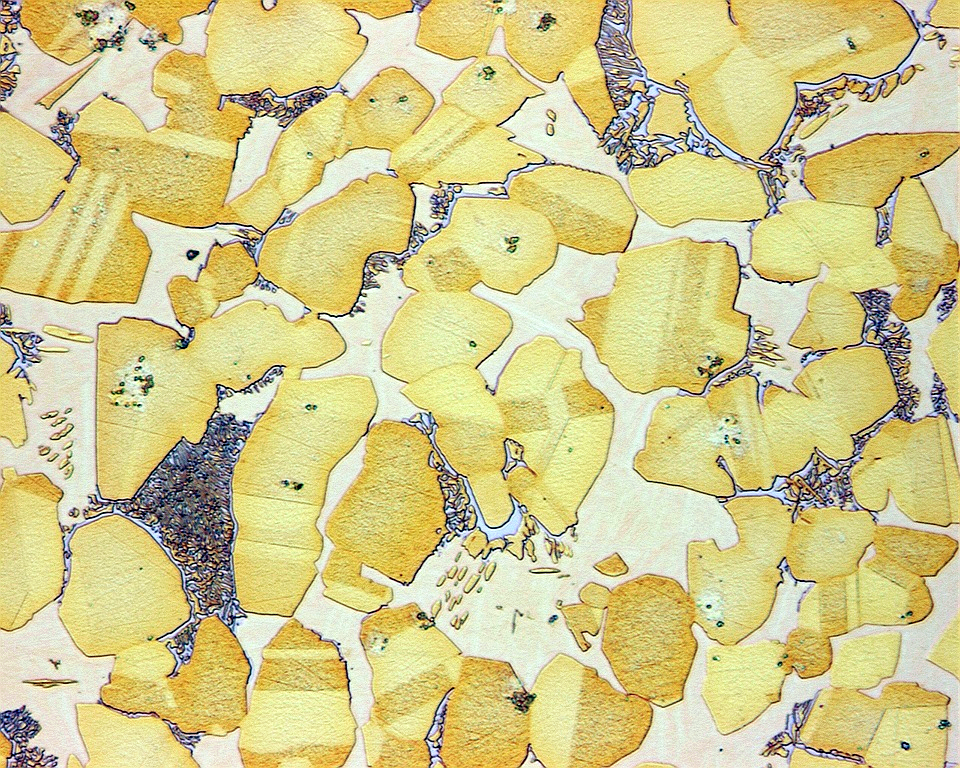
علم بنية الفلزات يسمح للمختص بدراسة الفلزات بدراسة البنية المجهرية للفلزات.

يدرس المختصين بدراسة الفلزات الخصائص المجهرية والعيانية باستخدام علم بنية المعادن، وهو تقنية اخترعها هنري كليفتون سوربي. وفي هذا العلم، تجلّخ عينة من السبيكة المراد دراستها وتصقل لتصبح كالمرآة. تنظّف بعد ذلك باستخدام أحد الأحماض التي تظهر البنية المجهرية والبنية العيانية للسبيكة، ثم يتم فحص العينة بالنظر أو باستخدام مجهر إلكتروني، ومن التباين في اللون بين الأطوار المتواجدة في الصورة المجهرية، يمكن معرفة بعض التفاصيل عن تركيب السبيكة وخواصها الميكانيكية وعمليات التشغيل التي مرت بها.
علم البلورات الذي غالباً ما يستخدم حيود الأشعة أو الإلكترون، هو أيضا أداة قيمة لدراسة الفلزات. كما يمكن استخدام علم البلورات الكمي، لحساب نسب تواجد الأطوار في السبيكة، ومدى الاستطالة الذي تعرضت له العينة.

## اقرأ أيضا
- دانبيت